# Sven Nilsson (naturalista)
Sven Nilsson (Landskrona, 8 de marzo de 1787-Lund, 30 de noviembre de 1883) fue 
un naturalista sueco.

## Biografía
Estudió en la Universidad de Lund (1806-1811) donde lo nombraron profesor de historia natural y rector de 1845 a 1846.
Fue, además, director del Museo Sueco de Historia Natural y miembro de la Real Academia de las Ciencias de Suecia.
Sus trabajos se centraron sobre todo en el campo de la ictiología.

## Obra

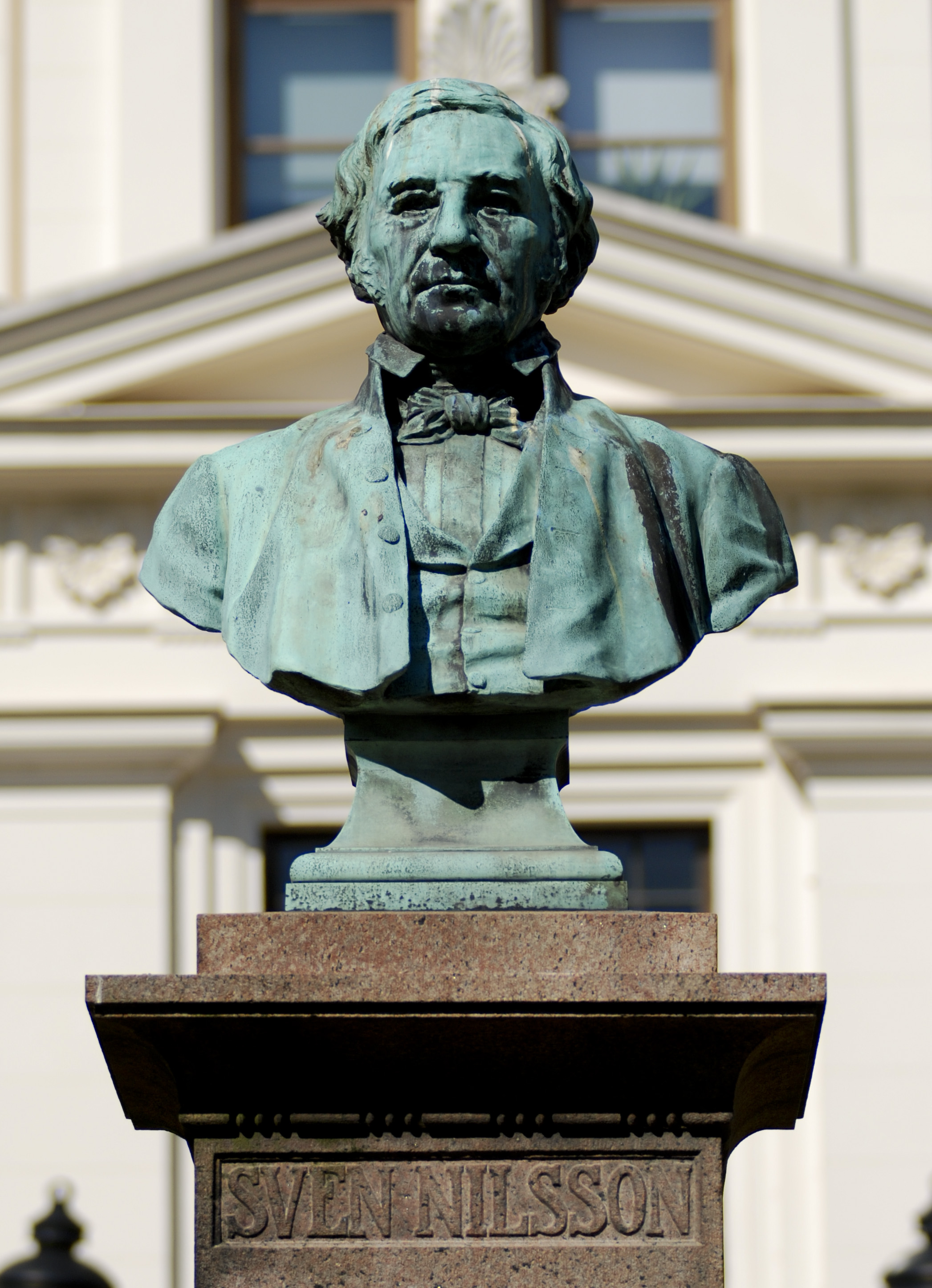
Busto en Lund

- De variis mammalia disponendi modis (1812)
- Ornithologia suecica (1817–1821)
- Collectanea Zoologiae Scandinavicae (1817)
- Prodromus ichthyologiae scandinavicae (1832)
- Observationes ichthyologicae (1835)
- Skandinavisk fauna (1820–1853)
- Historia molluscorum Sueciae (1823)
- Petrificata suecana (1827)
- Illuminerade figurer till skandinavisk fauna (1832–1840)
- Prodromus ichthyologiae (1832)
- Skandinaviska Nordens urinvånare (1862–1866)
- Die Ureinwohner des skandinavischen Nordens (1863–1868)